# Bistum Puntarenas
Das Bistum Puntarenas (lateinisch Dioecesis Puntarenensis, spanisch Diócesis de Puntarenas) ist eine in Costa Rica gelegene römisch-katholische Diözese mit Sitz in Puntarenas.

## Geschichte
Das Bistum Puntarenas wurde am 17. April 1998 durch Papst Johannes Paul II. mit der Apostolischen Konstitution Sacrorum Antistites aus Gebietsabtretungen der Bistümer San Isidro de El General und Tilarán errichtet und dem Erzbistum San José de Costa Rica als Suffraganbistum unterstellt.

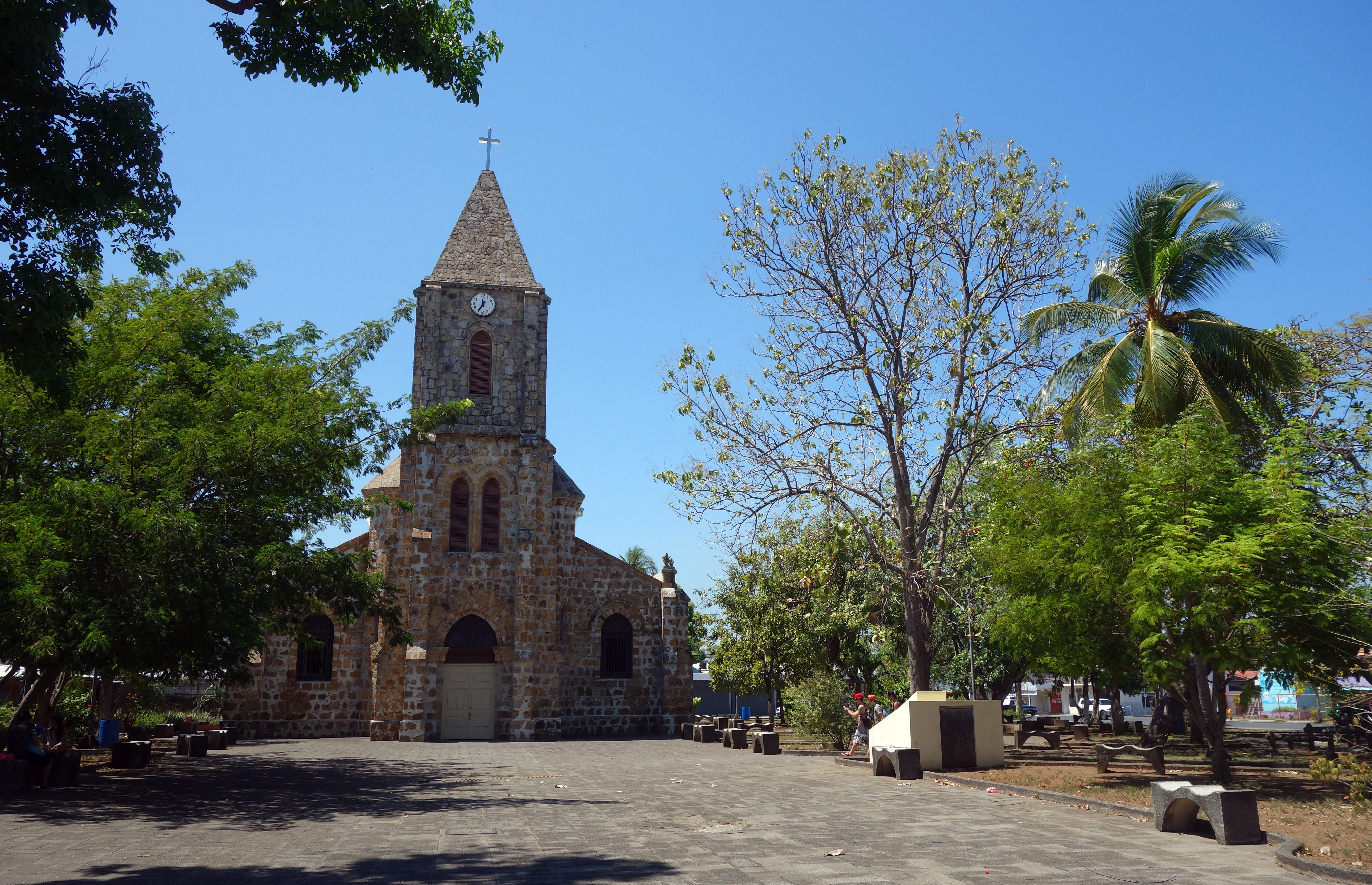
Kathedrale Nuestra Señora del Carmen in Puntarenas

## Bischöfe von Puntarenas
- Hugo Barrantes Ureña, 1998–2002, dann Erzbischof von San José de Costa Rica
- Oscar Gerardo Fernández Guillén, seit 2003